# Megalopsalis suffugiens
Espèce
Megalopsalis suffugiens est une espèce d'opilions eupnois de la famille des Neopilionidae.

## Répartition
Cette espèce est endémique du Goldfields-Esperance en Australie-Occidentale. Elle se rencontre dans la plaine de Nullarbor vers Balgair Station, Mundrabilla Station et Madura Plains Station.

## Description
Les mâles mesurent de 2,08 à 2,30 mm et les femelles de 3,40 à 4,40 mm.

## Systématique et taxinomie
Cette espèce a été décrite en 2013 par Christopher K. Taylor (d).

## Publication originale
- (en) Christopher K. Taylor, « Further revision of the genus Megalopsalis (Opiliones, Neopilionidae), with the description of seven new species », ZooKeys, vol. 328,‎ 2013, p. 59–117 (lire en ligne).